# Bihari márna
A bihari márna (Barbus biharicus) a pontyfélék (Cyprinidae) családjának márna nemébe tartozó halfaj, mely a Sebes-Körösben él.
Az már korábban is ismert volt, hogy a Barbus barbus mellett él itt egy másik, apró termetű márnafaj, ám ezt bő másfél évszázadon át azonosnak vélték a Petényi Salamon János által felfedezett és Heckel által 1852-ben leírt Petényi-márnával (Barbus petenyi). A Magyar Haltani Társaság 2010. évi konferenciáján merült föl először a Körösben élő kistestű márnák tudományos vizsgálatának szükségessége. Az arasznyi méretű bihari márnát a kelet-magyarországi és nyugat-romániai Sebes-Körös vízrendszerében éveken át tartó kutatómunkával, mintegy kéttucat kifogott példányán végzett helyszíni és laboratóriumi vizsgálatok sokaságával és nyolc magyar, valamint egy cseh szakember közreműködésével azonosították.
A Molecular Phylogenetics and Evolution folyóiratban publikált cikk első szerzője Antal László, a Debreceni Egyetem TTK Hidrobiológia Tanszékének adjunktusa, további leírói pedig László Brigitta  és Petr Kotlík , továbbá Mozsár Attila , Czeglédi István , Oldal Miklós , Kemenesi Gábor, Jakab Ferenc és Nagy Sándor Alex .